# Chrysler-Simca 1307/1308/1309
De Chrysler-Simca 1307 is een middenklasse auto die vanaf medio 1975 tot 1984 door Simca, onder de vlag van Chrysler Europe, is gebouwd.

## Geschiedenis
De Chrysler-Simca 1307, in Groot-Brittannië bekend als de Chrysler Alpine, was de opvolger van de Simca's 1301 en 1501. Intern werd de auto aangeduid als 'Chrysler project C6'. De auto werd ontworpen in Groot-Brittannië door Roy Axe en technisch ontwikkeld door Simca in Poissy.
Het model werd in verschillende landen verkocht onder verschillende namen, waaronder Simca 1308 en 1309 (met grotere motoren), Chrysler Alpine, Dodge Alpine en Chrysler 150. Na de overname van Chrysler Europe door PSA werd vanaf 1979 de 1307/1308/1309-serie vervangen door de Talbot 1510 met een duidelijk gewijzigde carrosserie.
In april 1980 werd de Talbot Solara gepresenteerd, een vierdeurs sedan op basis van de 1510 die de Talbot Avenger verving.
De productie van de Talbot 1510/Alpine (hatchback) werd in 1984 gestaakt, de productie van de Solara (vierdeurs sedan) stopte in 1985. De voormalige Rootes Group-fabriek in Ryton-on-Dunsmore heeft de auto nog een jaar gebouwd en geleverd als Rapier en Minx, afhankelijk van de standaarduitrusting. In juni 1986 werd het Talbot-merk stopgezet door PSA. De laatste Solara's werden pas begin 1987 verkocht.
Doordat de merknaam Talbot door PSA werd opgeheven kan de Peugeot 405 als opvolger worden gezien.

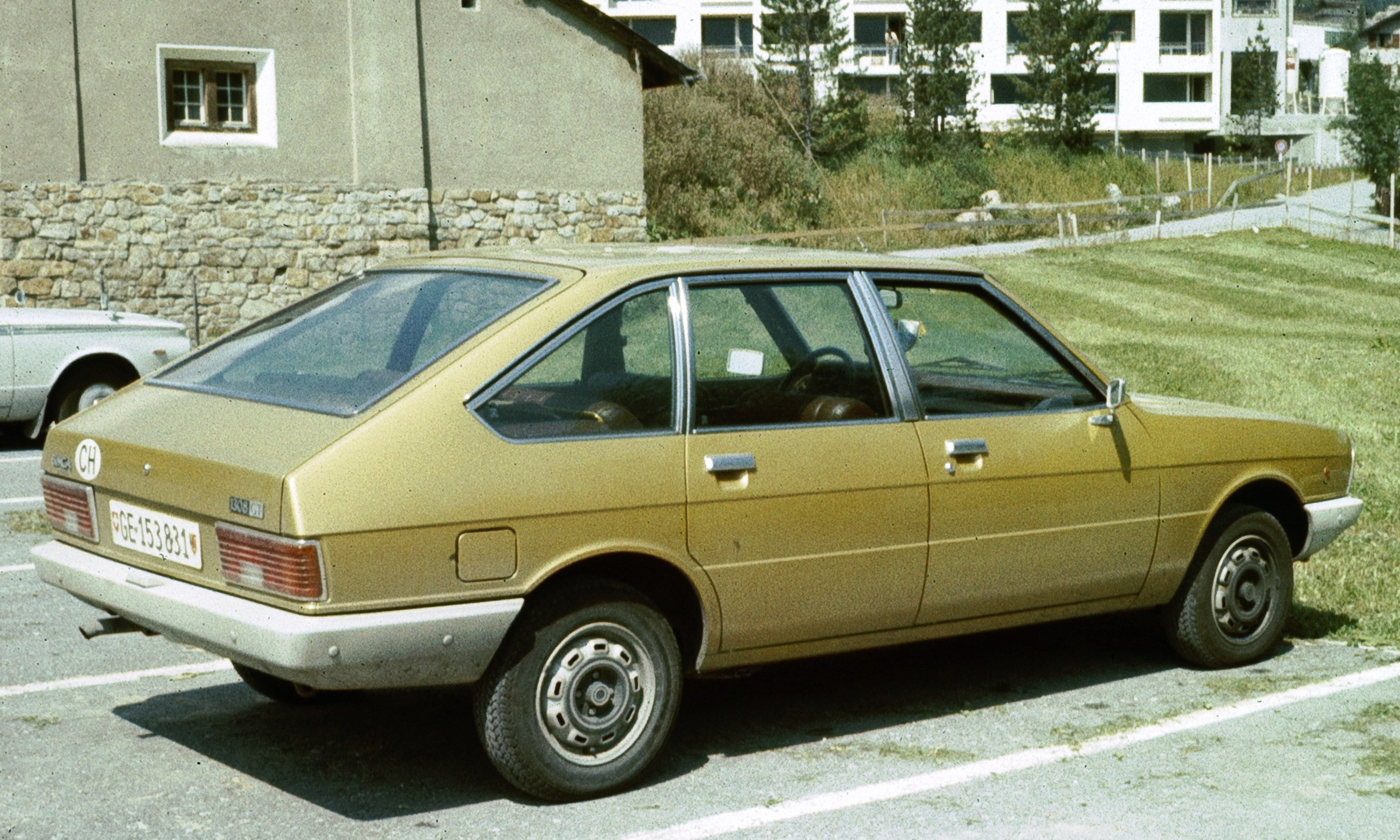
Simca 1308 GT (1975–1980)
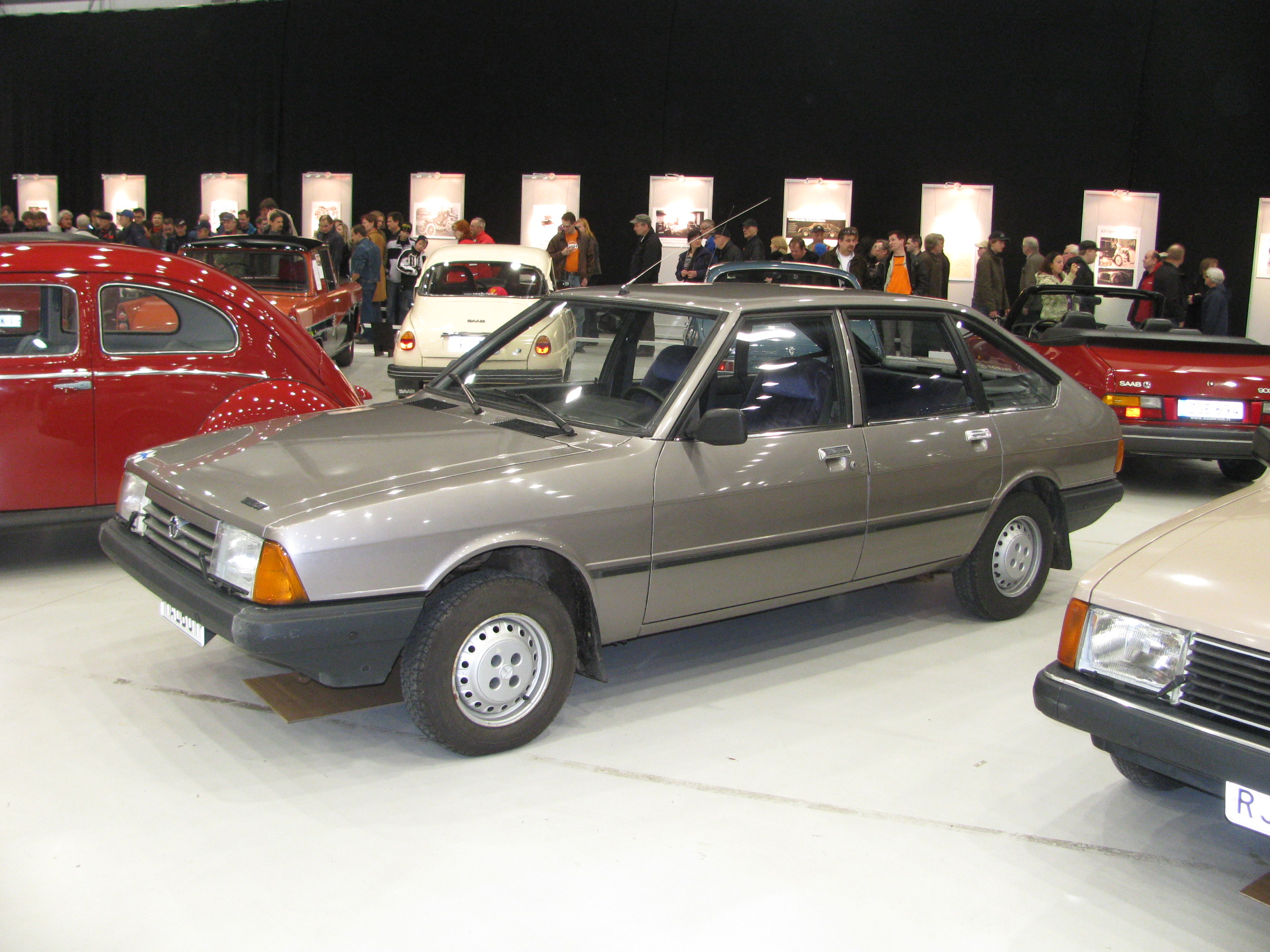
Talbot 1510 (1979–1984)
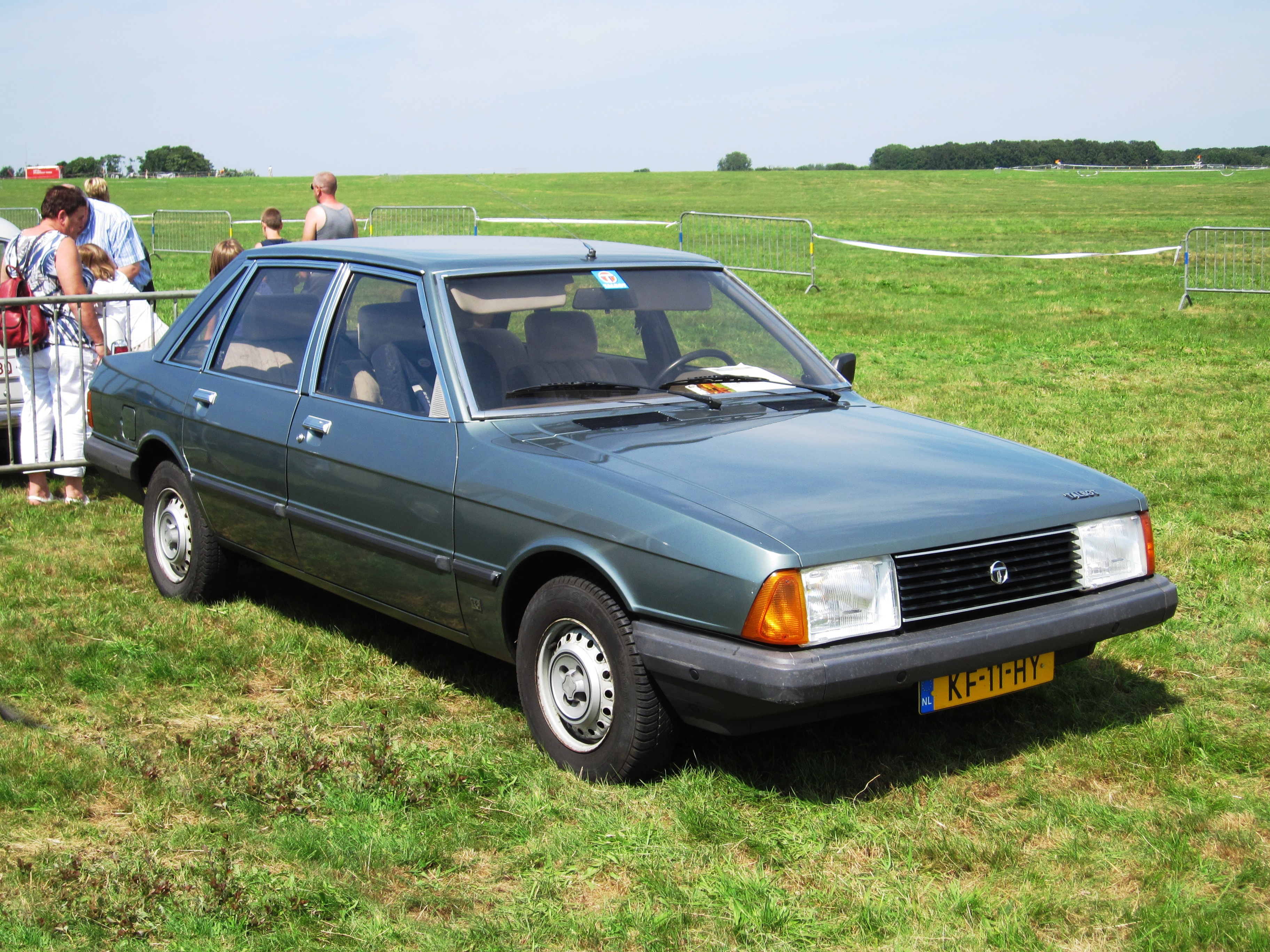
Talbot Solara (1980–1986)